# Oriolus monacha
La oropéndola monje (Oriolus monacha) es una especie de ave paseriforme de la familia Oriolidae. Se distribuye por Eritrea y Etiopía. Su hábitat natural son bosques secos subtropical o tropicales.